# Fontaine-les-Grès
 Fontaine-les-Grès  es una población y comuna francesa, en la región de Champaña-Ardenas, departamento de Aube, en el distrito de Nogent-sur-Seine y cantón de Méry-sur-Seine.

## Demografía
| 865 | 891 | 846 | 863 | 915 | 905 |
| Para los censos de 1962 a 1999 la población legal corresponde a la población sin duplicidades (Fuente: INSEE [Consultar]) |     |     |     |     |     |